# Мартен Жозеф Мангаль
Мартен Жозеф Мангаль (фр. Martin-Joseph Mengal; 27 січня 1784, Гент — 4 липня 1851, Гент) — бельгійський трубач, композитор, диригент і музичний педагог.

## Біографія
Мартен Жозеф Мангаль — син музиканта, з дитинства грав на скрипці і трубі, в 12-річному віці почав створювати музику, а в 13 років посів місце першого трубача Гентської опери. Від 1804 року навчався у Паризькій консерваторії у Фредеріка Дювернуа (труба) і Шарля Симона Кателя (композиція), однак значну частину часу проводив у складі військових оркестрів, які брали участь в наполеонівських походах. Брав також уроки в Антоніна Рейхи.
Від 1812 року М. Ж. Мангаль грав на трубі в оркестрі Театру Фейдо. Поставив три власні опери: «Ніч у замку» (фр. Une nuit au Château, 1818), «Острів Бабіларі» (фр. L'île de Babilary, 1819) і «Невірні» (фр. Les Infidèles, 1823), всі три на лібрето Поля де Кока. Користувався заступництвом Талейрана.
У 1825 році Мангаль повернувся до Нідерландів, диригував оперними оркестрами в Генті, Антверпені, Гаазі, написав і поставив ще декілька опер. У 1835 році заснував Гентську консерваторію і керував нею до смерті. Найзначнішим учнем Мангаля був Франсуа Огюст Геварт.